# Соколов Костянтин Михайлович
Костянтин Михайлович Соколов (30 грудня 1903, місто Санкт-Петербург, тепер Російська Федерація — 19 січня 1983, місто Москва) — радянський діяч, міністр будівельного і дорожнього машинобудування СРСР, міністр міського будівництва СРСР, голова Державного комітету Ради міністрів СРСР у справах будівництва, заступник голови Ради міністрів Російської РФСР. Кандидат у члени ЦК КПРС у 1952—1956 роках. Депутат Верховної ради СРСР 4-го скликання.

## Життєпис
Народився в родині робітника. У 1917 році працював підручним слюсаря Путиловського заводу міста Петрограда.
У 1918—1919 роках — кур'єр комендатури революційної охорони Нарвсько-Петергофського району міста Петрограда. З 1919 по 1921 рік працював розсильним і вихованцем школи-комуни «Труд» в околицях міста Петрограда.
У 1921—1922 роках — слухач робітничого факультету Петроградського технологічного інституту. У 1922—1929 роках — студент Петроградського (Ленінградського) інституту інженерів шляхів сполучення, інженер-будівельник.
Одночасно у 1924—1925 роках працював підручним слюсаря Балтійського заводу міста Ленінграда.
Член РКП(б) з 1925 року.
У 1925—1926 роках — член артілі, культпрацівник артілі «Юный труженик».
У 1926—1929 роках — кресляр, десятник, технік, заступник начальника будівництва водопровідної станції в Ленінграді.
У 1929—1930 роках — інженер-будівельник управління берегового будівництва Морських сил Балтійського моря в місті Кронштадті.
У 1930—1938 роках — аспірант, науковий співробітник, старший науковий співробітник, керівник науково-дослідної групи Ленінградського інституту механізації будівництва. З 1934 року працював на зведенні першої черги Московського метрополітену, потім на житловому будівництві в Москві.
У 1938—1939 роках — член Комітету з будівництва при РНК СРСР.
У 1939 — лютому 1946 року — заступник народного комісара з будівництва СРСР.
17 лютого 1946 — 1 червня 1949 року — народний комісар (міністр) будівельного і дорожнього машинобудування СРСР.
1 червня — 31 грудня 1949 року — міністр міського будівництва СРСР.
У грудні 1949 — 1950 року — 1-й заступник міністра міського будівництва СРСР.
9 травня 1950 — 30 березня 1955 року — голова Державного комітету Ради міністрів СРСР у справах будівництва.
10 червня 1955 — 25 лютого 1958 року — заступник голови Ради міністрів Російської РФСР.
У березні 1958 — січні 1963 року — заступник міністра будівництва Російської РФСР.
У січні — березні 1963 року — заступник міністра монтажних і спеціальних будівельних робіт Російської РФСР.
У березні 1963 — жовтні 1965 року — заступник голови Державного виробничого комітету із монтажних і спеціальних будівельних робіт Ради міністрів СРСР.
У жовтні 1965 — вересні 1974 року — заступник міністра монтажних і спеціальних будівельних робіт СРСР.
З вересня 1974 року — персональний пенсіонер союзного значення в Москві.
Помер 19 січня 1983 року в Москві.

## Нагороди
- два ордени Леніна (8.01.1943; 29.12.1953)
- орден Жовтневої Революції
- орден Трудового Червоного Прапора (28.03.1942)
- орден Червоної Зірки
- орден «Знак Пошани»
- медалі